# Brongniartia robinioides
Brongniartia robinioides är en ärtväxtart som beskrevs av Carl Sigismund Kunth. Brongniartia robinioides ingår i släktet Brongniartia och familjen ärtväxter. Inga underarter finns listade i Catalogue of Life.